# Mykola Rudenko
Mykola Danylovyč Rudenko (Мико́ла Дани́лович Руде́нко); 19. prosince 1920, Jurivka, Doněcká gubernie, Ukrajinská SSR - 1. dubna 2004, Kyjev) byl ukrajinský básník, spisovatel, filozof, Sovětský disident, lidskoprávní aktivista a veterán druhé světové války. Byl zakladatelem Ukrajinské helsinské skupiny. Za svou disidentskou činnost byl dvakrát zatčen a odsouzen k celkem 7 letům v pracovním táboře a pěti letům vyhnanství.

## Životopis

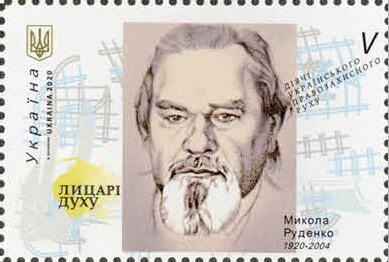
Ukrajinská známka z roku 2020 s portrétem Rudenka

Rudenkovi bylo sedm let, když jeho otec zemřel při důlním neštěstí. Spolu s matkou a dvěma sourozenci se přestěhoval na venkov a pracoval na rodinném hospodářství, dokud nebyli nuceni odevzdat půdu během procesu kolektivizace. Byl traumatizován holodomorem roku 1933 a poznamenal, že mu to zůstalo po celý život. V osmi letech přišel o zrak v levém oku. Jako dítě začal psát a některé jeho básně publikovaly místní noviny. Za své psaní získal v roce 1939 stipendium na Kyjevské národní univerzitě Tarase Ševčenka. Studoval pouze dva měsíce, než byl povolán do Rudé armády.
Během války Rudenko utrpěl vážná zranění. Dne 4. října 1941 byl u Leningradu v jedné z prvních bitev zraněn vybuchující kulkou, která mu roztříštila kosti pánve a pronikla do páteře. V nemocnici strávil více než rok, ale byl schopen opět chodit. Byl vyznamenán Řádem Rudé hvězdy Velké vlastenecké války 1. třídy, a šesti dalšími medailemi.
V roce 1946 Rudenko opustil armádu, ale na univerzitu se nevrátil. Pokračoval v psaní a v roce 1947 vyšla jeho první sbírka básní. Rudenko byl členem komunistické strany a pracoval jako výkonný sekretář nakladatelství Sovětský spisovatel, v časopisu Dnipro a jako člen stranické buňky na Kyjevské radnici.

## Dílo
Po vydání své první sbírky Z pochodu v roce 1947 byl přijat do Svazu spisovatelů Ukrajiny. Napsal celou řadu básní a románů, mezi jeho nejznámější patří: Poslední šavle (1959), Kouzelný bumerang (1966), Orlí roklina (1970) a sbírka básní o Holodomoru Kříž z roku 1976.
Psal také filozofická díla. V knihách Ekonomické monology (samizdat) a Energie pokroku polemizoval s díly Karla Marxe. V roce 1972 přestala jeho díla v Sovětském svazu vycházet. V době věznění byl přijat jako čestný člen Mezinárodního PEN klubu.

## Disidentská činnost
Rudenko přestal spolupracovat se stranou koncem 40. let. Byl přesvědčen, že destalinizace není řešením a že skutečným problémem je sovětská ideologie, nikoliv Josif Stalin. Rudenko začal na všech úrovních strany podávat petice o nutnosti reforem, v roce 1960 dokonce zaslal dopis Nikitovi Chruščovovi. Byl pod dohledem KGB a začal se stále častěji setkávat s dalšími členy disidentského hnutí. V roce 1974 byl za své názory na marxismus vyloučen z Komunistické strany Ukrajiny a ze Svazu spisovatelů. Přišel o práci a musel přijmout místo nočního hlídače. V 70. letech se začal angažovat v oblasti lidských práv a stal se členem sovětské pobočky Amnesty International. To vedlo k jeho zatčení 18. dubna 1975 za protisovětskou agitaci a propagandu, ale byl propuštěn na amnestii jako veterán druhé světové války. V roce 1976 byl nucen podstoupit psychiatrické vyšetření.
Dne 9. listopadu 1976 oznámil založení Ukrajinské Helsinské skupiny zahraničním novinářům v moskevském bytě Alexandra Ginsburga, zakladatele ruské Helsinské skupiny, a stal se jejím prvním předsedou. Ve stejný večer KGB zdemolovala jeho byt na předměstí Kyjeva. Skupina začala zveřejňovat informace o porušování lidských práv na Ukrajině, včetně podrobností o Holodomoru a dalších represích a zvěrstvech.

## Zatčení
Dne 5. února 1977 byl spolu s Oleksy Tychyjem opět zatčen. Soud s ním proběhl mezi 23. červnem a 1. červencem 1977 v Doněcku a byl odsouzen k 7 letům pracovního tábora s přísným režimem a 5 letům vyhnanství za "protisovětskou agitaci a propagandu". V roce 1978 bylo všech jeho 17 děl staženo z oběhu. Rudenko byl nejprve převezen do pracovního tábora v Mordvinsku. Jeho manželka protestovala v květnu 1978 proti jeho uvěznění před Leninovou knihovnou v Moskvě. Byla zatčena a odsouzena na pět let v lágru a pět let vyhnanství a poslána do pracovního tábora Baraševo v Mordvinsku.
Jako tělesně postižený nebyl zpočátku nucen k práci. Účastnil se však stávek vězňů a později byl nucen pracovat i přes svá zranění z východní fronty. Dne 5. března 1984 byl odvezen do vesnice Mayma v dnešní Altajské republice, aby si odsloužil vyhnanství. O tři roky později se k němu připojila jeho manželka Raisa Rudenková. Na nátlak veřejnosti byli oba v roce 1987 propuštěni. Jejich rezidence byla zabavena, a tak odjeli do Německa a poté do Spojených států. V USA pracoval pro Rádio Svobodná Evropa/Rádio Svoboda a Hlas Ameriky, zároveň pokračoval v práci pro Ukrajinskou Helsinskou skupinu. V roce 1988 byl zbaven Sovětského občanství. V září 1990 se vrátil do Kyjeva, kde mu bylo občanství vráceno a byl plně rehabilitován.

## Vyznamenání a ocenění
Rudenko za svou práci obdržel různá vyznamenání. V roce 1988 ho Filadelfské vzdělávací a vědecké centrum jmenovalo "Ukrajincem roku" za obranu národních práv ukrajinského lidu a jeho kultury. V roce 1990 byl zvolen členem Ukrajinské svobodné akademie věd. V roce 1993 byla Rudenkovi udělena Státní cena Tarase Ševčenka za literaturu. V roce 1998 vyšly jeho paměti pod názvem "Найбільше диво - життя" ("Největší zázrak je život: vzpomínky"). Při příležitosti jeho 80. narozenin mu byl udělen titul Hrdina Ukrajiny.
Sovětský svaz
|  | Řád rudé hvězdy                   |
|  | Řád vlastenecké války první třídy |

Ukrajina
|  | Hrdina Ukrajiny         |
|  | Řád za zásluhy 3. třídy |